# 地理空間情報
地理空間情報（英語：Geospatial Intelligence，縮寫為GEOINT）是指從影像、訊號或特徵數據結合地理空間資訊中擷取與分析所得的軍事情報。其用途是描繪、評估與視覺呈現與地理位置相關的地球表面活動與地理特徵。根據《美國法典》第10編第467條，GEOINT 包含影像、影像情報（IMINT）與地理空間資訊。
雖然 GEOINT 起源於美國政府與軍事體系，但目前其知識與技術已不再侷限於美國或少數軍事強國。包括印度在內的多個國家也開始舉辦 GEOINT 主題會議。雖然各國對 GEOINT 的定義可能略有不同，但其資料與服務的應用趨勢大致相同。
GEOINT 有時亦稱為「位置情報」（Location Intelligence），若應用於水域與沿岸地區，則有時使用「水空間情報」（Hydrospatial）一詞。

## 擴展定義
GEOINT 涵蓋所有與影像相關的資料，包括過去所稱的先進地理空間情報（Advanced GEOINT），以及由影像衍生的測量與特徵情報（MASINT）與地理資訊系統（GIS）資料。其來源涵蓋從紫外線至微波範圍的電磁光譜數據，並包含實體影像、地理資料、地理標記社群媒體等。這些資訊可由光學、雷達感測器、熱成像系統或現場人員以非技術方式獲取。
資料來源包括衛星影像、無人機、偵察飛機、地圖、商業資料庫、GPS 坐標、人口普查與基礎建設圖資。人文地理、社會文化與政治穩定等人因資料亦成為重要 GEOINT 元素。

## 原則
GEOINT 的制度化始於1996年《國家影像與測繪局法案》（NIMA Act），創立美國國家地理空間情報局（NGA）。當時任局長詹姆斯·克拉珀（James Clapper）於2001年提出將此領域正式命名為 GEOINT。
學者 Bacastow 提出 GEOINT 的五項「第一原則」：
- 根植於地理空間科學、技術與實務知識；
- 強調人機協同分析；
- 揭示人類行為如何受地形與感知限制；
- 預測生活模式的時空變化；
- 技術與資料反映人類偏見。

## 資料、資訊與知識
「地理空間資料」指未經處理的原始觀測數據；「資訊」為經過處理與分析後更具意義的資料；「知識」則是以資訊為基礎，經人類解釋與判斷所得的結論。三者依據DIKW金字塔區分不可互換。

## 與其他情報的關係
GEOINT 可作為其他情報（如 IMINT、SIGINT、MASINT、HUMINT）之整合平台，透過地理編碼將多源資料圖層疊加於地理資訊系統中，生成分析產品，支援戰略與政策判斷。

## 其他觀點
部分觀點認為，GEOINT 不僅是測量製圖學、遙感探測、地形分析等領域的集合體，更代表一種空間思維方式。另有觀點指出，GEOINT 應以其分析深度與判斷價值來界定，而非資料形式本身。例如，從影像中量測橋梁為資訊，而判斷橋梁是否適合部隊通過則屬於情報。

## 實務定義
根據 Bacastow 與 Bellafiore，GEOINT 可被定義為：
「地理空間情報是一門知識、一種流程與一項專業。作為知識，它是在時空脈絡中整合的資訊，支援決策；作為流程，它是資料收集、分析與傳播的過程；作為專業，它界定了學術、政府與私部門中的活動範圍、跨領域聯繫與能力標準。」

## 各國 GEOINT 機構
- 美國：國家地理空間情報局（NGA）
- 澳洲：澳洲地理空間情報組織（英语：Australian Geospatial-Intelligence Organisation）（AGO）
- 英國：地理情報融合中心（英语：Defence Geospatial Intelligence Fusion Centre）（DGIFC）
- 加拿大：加拿大聯合影像中心（英语：Canadian Forces Joint Imagery Centre）
- 歐盟：歐盟衛星中心（EUSC）
- 紐西蘭：GEOINT New Zealand
- 葡萄牙：葡萄牙陸軍地理情報中心

## 美國相關機構
- 美國陸軍地理空間中心（英语：United States Army Geospatial Center）（AGC）
- 國家空天情報中心（英语：National Air and Space Intelligence Center）（NASIC）
- 國家地面情報中心（英语：National Ground Intelligence Center）（NGIC）
- 國家海事情報整合辦公室（英语：National Maritime Intelligence-Integration Office）（NMIO）

## 美國 GEOINT 單位
- 澳洲陸軍：第1地形測量中隊
- 美國陸軍：太空與飛彈防禦司令部 — 進階地理空間情報節點
- 美國海軍陸戰隊：第一、二、三地形排